# Nikolái Ustriálov
Nikolái Vasiliévich Ustriálov (en ruso: Николай Васильевич Устрялов; 25 de noviembre de 1890 - 14 de septiembre de 1937) fue un político ruso y uno de los principales impulsores del nacionalbolchevismo. Su tío abuelo fue Nikolái Gerasimovich Ustriálov. Posteriormente, tanto él como muchos de sus seguidores fueron acusados de actividades contrarrevolucionarias y ejecutados durante la Gran Purga.

## Primeros años
Nikolái Vasiliévich Ustriálov nació en San Petersburgo y se graduó en Derecho en la Universidad de Moscú en 1913. Posteriormente, impartió clases en la misma universidad y fue inicialmente miembro del Partido Democrático Constitucional. Pertenecía a una corriente de intelectuales eslavófilos, aunque se distanciaba de ellos al mostrar menos entusiasmo por la Iglesia Ortodoxa Oriental en comparación con figuras como Serguéi Bulgákov y Piotr Berngardovich Struve. Ustriálov comenzó apoyando a los "blancos" durante la guerra civil rusa y sirvió bajo el mando de Aleksandr Kolchak.Sin embargo, con el tiempo, cambió su postura, inclinándose hacia una fusión del nacionalismo con el bolchevismo, viendo en el nuevo régimen comunista la mejor esperanza para restaurar a Rusia como una potencia internacional.

## Ideología
Entre las obras de Nikolái Ustriálov se encuentran sus contribuciones a los periódicos prebolcheviques Los problemas de la Gran Rusia y La mañana de Rusia, donde abogaba por la unidad eslava y celebraba la caída del régimen zarista. Durante su exilio, cofundó el periódico Okno ("Ventana") junto a otros disidentes y en 1921 publicó su influyente colección de artículos titulada Smena vekh ("Cambio de puntos de referencia"), donde desarrolló sus ideas nacionalistas. Este libro dio lugar a una revista semanal del mismo nombre. Como principal ideólogo de los Smenovekhovtsy (seguidores del Smena vekh), Ustriálov utilizó textos como En la lucha por Rusia (1920) y Bajo el signo de la revolución (1925) para contradecir las opiniones de Piotr Struve.Inspirado por figuras como el general Alekséi Brusílov y Vladímir Purishkévich, quienes manifestaron estar dispuestos a apoyar a los bolcheviques por el bien de Rusia, Ustriálov abogaba por una reconciliación con la Unión Soviética, convencido de que solo los bolcheviques podían garantizar la seguridad nacional. Con la introducción de la Nueva Política Económica (NEP), Ustriálov observó una "normalización" en la URSS, describiendo al régimen soviético como "un rábano", rojo por fuera pero blanco por dentro, en referencia a un creciente retorno a elementos de la Rusia tradicional.Aunque Ustriálov no se consideraba comunista y rechazaba esa ideología como una influencia extranjera, comenzó a utilizar el término "bolchevique nacional", inspirado por el disidente alemán Ernst Niekisch, al ver una posibilidad de combinar el bolchevismo con el nacionalismo ruso.
A pesar de su entusiasmo por la reconciliación con el régimen bolchevique, Nikolái Ustriálov fue rechazado por Vladimir Lenin, quien lo consideraba un enemigo de la revolución. Como resultado, Ustriálov vivió exiliado en Harbin, Manchuria. Durante su tiempo en Harbin, trabajó como asesor en el Ferrocarril del Lejano Oriente de China (KVZhD) y, además, se desempeñó como Decano de la Facultad de Derecho de Harbin entre 1920 y 1924.

## Regreso a la Unión Soviética
Con las actitudes hacia el nacionalbolchevismo relajadas bajo el régimen de Stalin, Nikolái Ustriálov logró regresar a la Unión Soviética en 1935.León Trotski creía que las fuerzas que se aglutinaron en torno a Ustriálov no deseaban que Rusia volviera a una dependencia semicolonial del capitalismo occidental, lo que las hacía anticapitalistas, aunque no socialistas. Según Trotski, Ustriálov y sus seguidores anticipaban que el Estado soviético eventualmente se convertiría en un Estado burgués normal y creían que esto debía ser apoyado. A pesar de sus esperanzas, el pasado de Ustriálov como partidario de los "blancos" jugaba en su contra, dificultando que encontrara empleo o incluso fuera aceptado plenamente como ciudadano soviético en Moscú. Finalmente, fue arrestado y enviado a un gulag.
En 1937, durante la Gran Purga, Ustryalov fue detenido acusado de espionaje y "agitación antisoviética". El 14 de septiembre de ese mismo año, fue sentenciado a muerte y ejecutado ese día.